# Yangebup Lake
Yangebup Lake är en sjö i Australien. Den ligger i delstaten Western Australia, omkring 19 kilometer söder om delstatshuvudstaden Perth. 
Runt Yangebup Lake är det i huvudsak tätbebyggt. Runt Yangebup Lake är det tätbefolkat, med 383 invånare per kvadratkilometer. Genomsnittlig årsnederbörd är 1 018 millimeter. Den regnigaste månaden är maj, med i genomsnitt 176 mm nederbörd, och den torraste är februari, med 9 mm nederbörd.